# Héctor Nazarith
Héctor Alfonso Nazarith Gil (ur. 14 stycznia 1977 w Palmirze, zm. 5 sierpnia 2008 w Cali) – kolumbijski piłkarz występujący na pozycji napastnika.

## Kariera klubowa
Nazarith jest wychowankiem młodzieżowej drużyny Milán FC, a później przez kilka miesięcy występował w lidze ekwadorskiej w barwach Delfín SC. Następnie przeniósł się do panamskiego Tauro FC, z którym wywalczył tytuł wicemistrza Panamy (2000/2001). W międzynarodowych rozgrywkach Copa Interclubes UNCAF strzelił bramkę w meczu z kostarykańską Saprissą (1:1) – był to pierwszy gol dla Tauro w historii występów klubu na tym turnieju. W styczniu 2002 powrócił do ojczyzny, gdzie zasilił ekipę Real Cartagena. W jej barwach zdobył dwa gole w lidze kolumbijskiej. a na koniec sezonu 2002 drużyna spadła do drugiej ligi.
Następnie Nazarith po raz drugi został piłkarzem Tauro FC, gdzie dwa razy z rzędu zdobył mistrzostwo Panamy (Apertura 2003, Clausura 2003). Ponadto w sezonie Clausura 2003 został królem strzelców ligi panamskiej (9 goli), zaś w 2004 roku został wybrany w oficjalnym plebiscycie najlepszym obcokrajowcem rozgrywek. Bezpośrednio po tym przeniósł się do San Francisco FC, z którym również wywalczył dwa mistrzostwa Panamy (Clausura 2005, Apertura 2006). W lipcu 2006 powrócił do Tauro, gdzie ponownie zdobył dwa tytuły mistrzowskie (Clausura 2006, Apertura 2007). Był opisywany jako silny, waleczny i trudny do upilnowania przez obrońców napastnik. Karierę został zmuszony przerwać pod koniec 2007 roku ze względu na pogorszenie stanu zdrowia spowodowane chorobą tropikalną.

## Kariera reprezentacyjna
W styczniu 1997 Nazarith został powołany przez Jorge Cruza i Félixa Valverde do reprezentacji Kolumbii U-20 na Mistrzostwa Ameryki Południowej U-20. Tam nie rozegrał jednak żadnego spotkania, zaś jego kadra odpadła z rozgrywek już w pierwszej rundzie. Zawodnikami tamtej drużyny byli m.in. Jairo Castillo, Mayer Candelo, Andrés Mosquera czy Julián Viáfara.
Za sprawą świetnych występów w lidze panamskiej, duża część kibiców i dziennikarzy proponowała naturalizowanie Nazaritha i powołanie go do reprezentacji Panamy. Pozytywnie do tej idei odnosił się sam zawodnik. Ostatecznie jednak do tego nie doszło.

## Choroba i śmierć
W 2006 roku Nazarith zapadł na gorączkę krwotoczną denga, chorobę tropikalną przenoszoną przez ukąszenie komara egipskiego. W jej wyniku schudł dwadzieścia kilogramów, lecz jeszcze przez kilka miesięcy kontynuował karierę piłkarską w Panamie w barwach Tauro FC. Jego stan zdrowia pogorszył się pod koniec 2007 roku, wobec czego rozpoczął hospitalizację na oddziale intensywnej terapii w klinice Rey David w Cali. Tam choroba zaatakowała jego układ oddechowy, a następnie zapadł w stan śpiączki. Zmarł 5 sierpnia 2008.